# ريبيكا هاس
ريبيكا هاس (ولدت في 2 يناير 1993) هي لاعبة ألعاب قوى ألمانية متخصصة في سباقات السرعة في سباق 100 متر، 200 متر. فازت بثلاث ميداليات ذهبية في بطولة أوروبا تحت 23 عامًا 2015، وميدالية ذهبية في بطولة العالم لألعاب القوى 2017، وأصبحت بطلة أوروبا مع فريق التتابع الألماني 4 × 100 متر في عام 2022.